# زغبة طويلة الأذن
زغبة طويلة الأذن (الاسم العلمي: Eliomys melanurus) (بالإنجليزية: Large-eared Garden Dormouse (see comments))‏ هي نوع من الحيوانات تتبع جنس زغبة الحدائق من فصيلة الزغبات.